# Johann Jeszenák

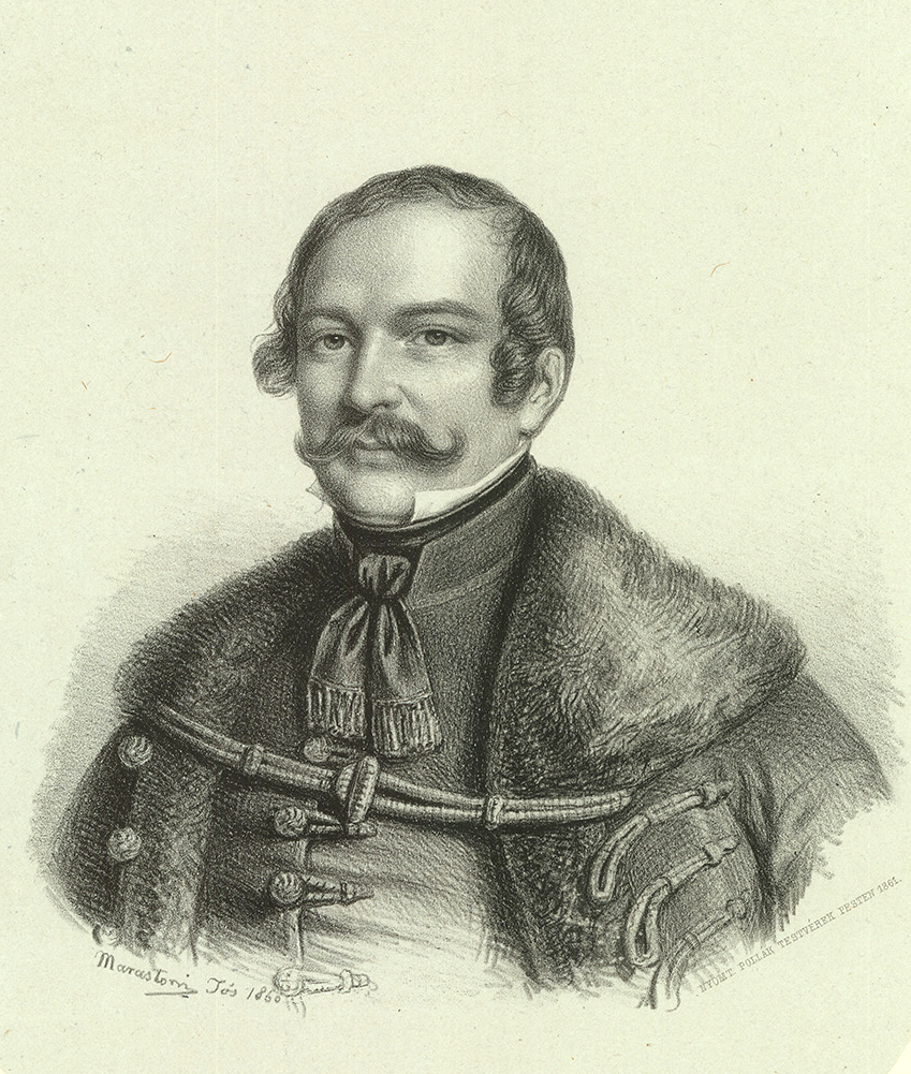
Johann Jeszenák

Johann Jeszenák de Kiralyfia, ungarisch János Jeszenák, slow. Ján Jeszenák (* 22. Januar 1800 in Preßburg; † 10. Oktober 1849 in Pest) war ein ungarischer Politiker und Regierungsbeauftragter.

## Leben
Johann (IV.) Jeszenák wurde am 22. Januar 1800 im Haus der Familie als Sohn von Johann (III.) Jeszenák (1760–1835) und dessen Ehefrau Josephine Tuczenthaler in der Michaelertorgasse zu Preßburg geboren. Seine um drei Jahre jüngere Schwester Luisa (1803–1870) war mit Samuel Graf Teleki de Szék (1792–1857) verheiratet. Der Vater Johann (III.) Jeszenák war über viele Jahre hindurch Generalinspekteur der Preßburger Evangelischen Kirche A.B. Auch der Sohn sollte sein ganzes Leben lang dieser Kirche verbunden bleiben. Nach der Schulausbildung in Preßburg, unternahm Johann (IV.) – der damaligen Mode entsprechend – Reisen in verschiedene Länder Westeuropas, um einerseits seinen Bildungshorizont zu erweitern und andererseits um sich die neusten Errungenschaften auf dem Gebiet der Wirtschaft und Technik anzueignen. Am 30. August 1829 ehelichte er die Gräfin Aloisia Forgách de Ghymes et Gács (1810–1891). Aus der durchaus glücklichen Ehe gingen fünf Kinder hervor.

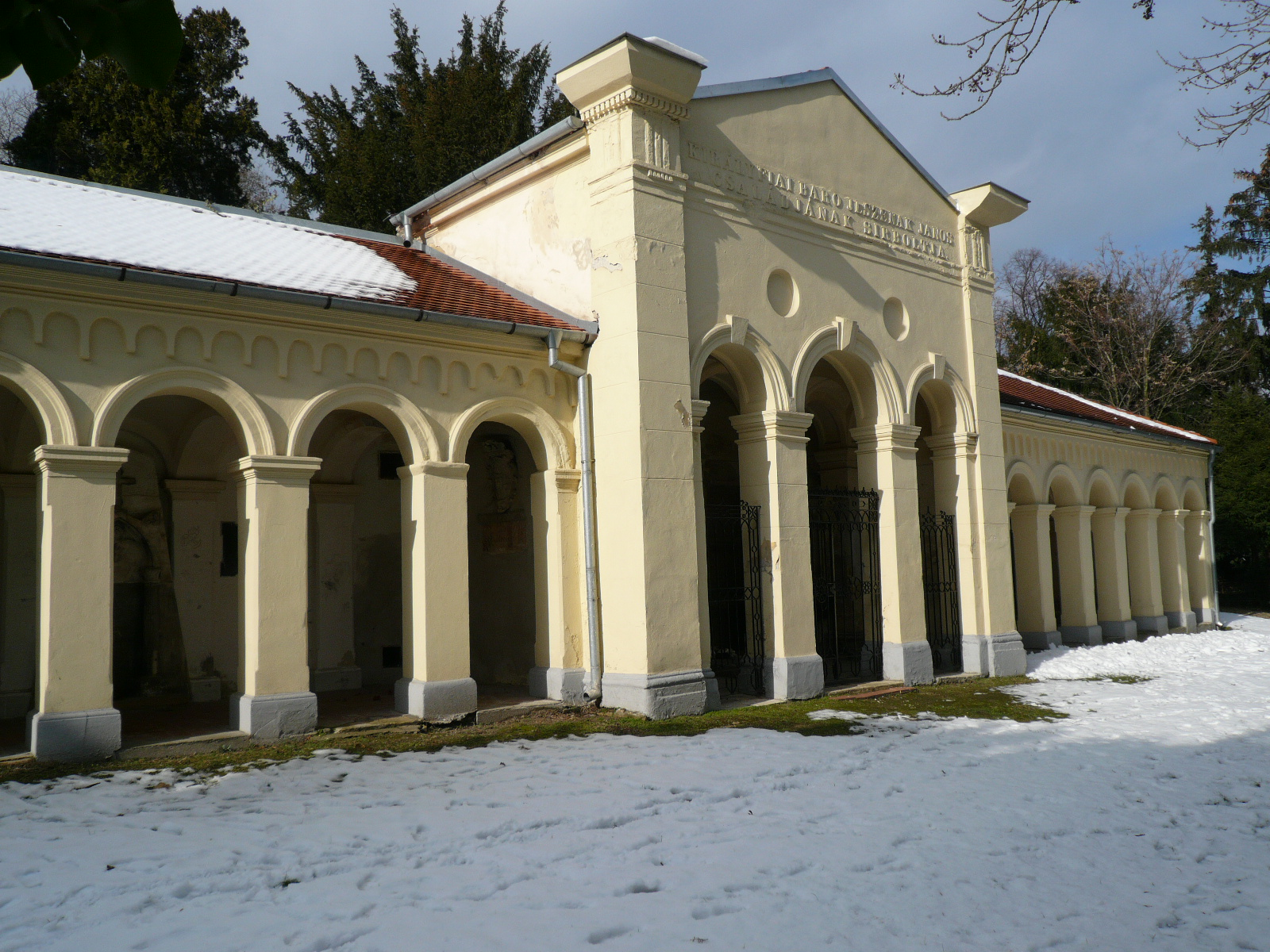
Jeszenák Mausoleum am Evangelischen Gaistor-Friedhof zu Preßburg

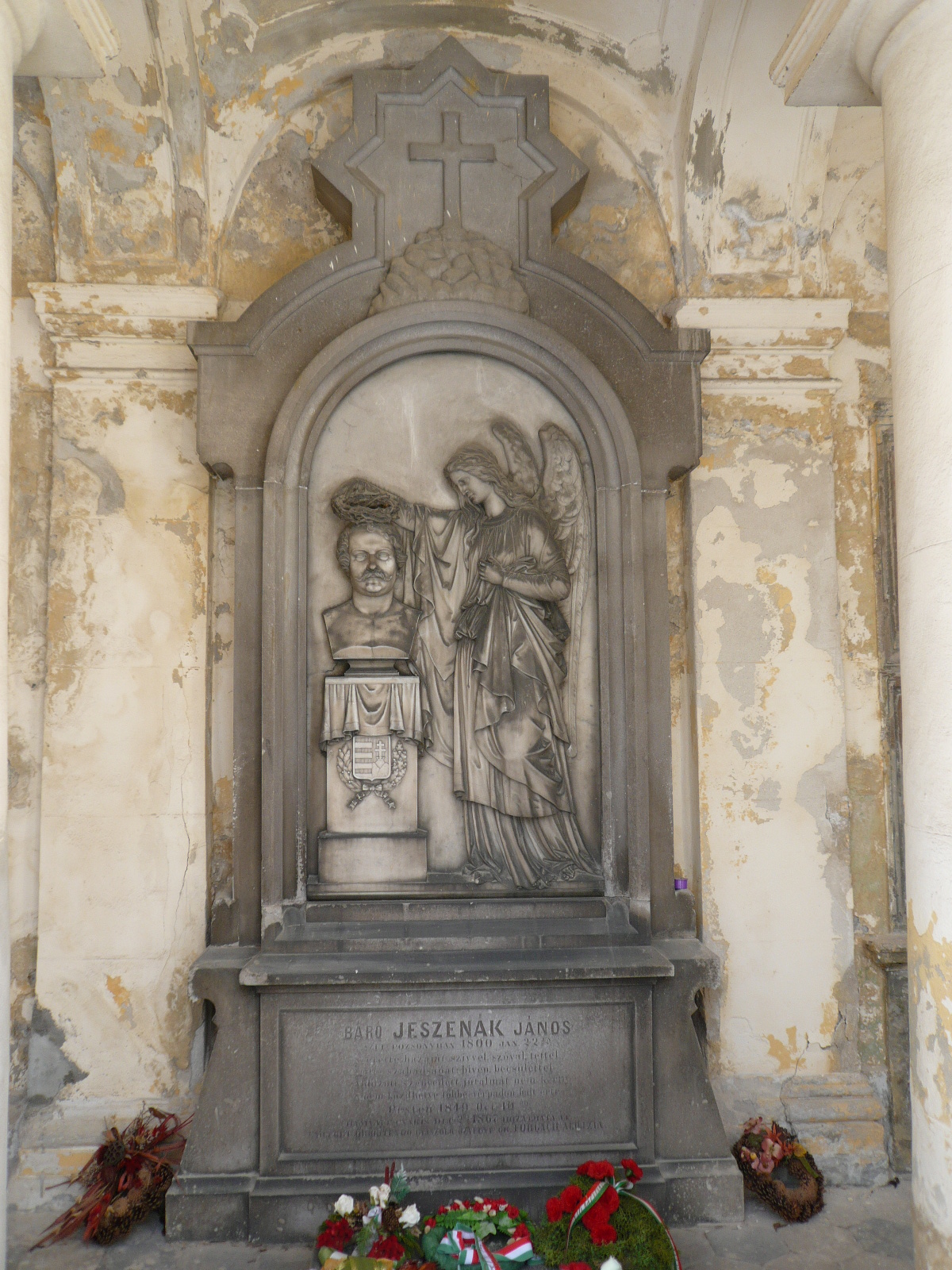
Grabstein des Barons Jeszenák

Im Jahre 1822 übernahm Johann (IV.) die Güter seines Vaters in Senitz [ung. Szenicze, sl. Senica] im damaligen Komitat Neutra [ung. Nyitra, slow. Nitra]. Der Familientradition entsprechend, engagierte sich Jeszenák, als überzeugter Lutheraner, für das Wohl der Ungarländischen Evangelischen Kirchengemeinden A.B. Ab 1841 war er Generalinspekteur der evangelischen Propstei Neutra und Aufseher (Inspektor) für den Kirchenbezirk Zisdanubien („diesseits der Donau“), wo er überwiegend für die evangelischen Schulen zuständig war und auf dem Gebiet der Erziehung und Bildung tätig war. Dieses Amt hatte er bis zu seinem Tode inne.

## Beteiligung an der Revolution 1848/1849
Das Revolutionsjahr 1848, welches nahezu in ganz Europa zu Unruhen führte, verschonte auch das damalige Königreich Ungarn nicht. Die Revolution entwickelte sich jedoch hier zu einem Unabhängigkeitskrieg gegen die Vorherrschaft der österreichischen Habsburger. Viele Magyaren, vordergründig jedoch der ungarische Adel und Hochadel, folgten in überschwänglichem Nationalgefühl den Forderungen Lajos Kossuths und schlossen sich der Revolution an, so auch Jeszenák. Und diese Parteinahme wurde ihm letztlich zum Verhängnis und führte zu seinem frühen Tod.
Jahre 1848 wurde Jeszenák – in Anbetracht seiner Verdienste – von der damals erst neu gegründeten (revolutionären) autonomen ungarischen Regierung zum Obergespan des Komitats Neutra ernannt. Gleichzeitig wurde er Regierungsbeauftragter der ungarischen Truppen auf dem Gebiet der heutigen Slowakei, die gegen die – an der Seite Österreichs kämpfenden – slowakischen Aufständischen Jozef Miloslav Hurbans vorgingen. Im Dezember 1848 kam es zu ernsten kriegerischen Auseinandersetzungen mit den Kaiserlichen im Bereich Tyrnau [ung. Nagyszombat, slow. Trnava]. Die ungarischen Truppen wurden am 16. Dezember 1848 vernichtend geschlagen. Jeszenák begab sich mit dem Rest der ungarischen Truppen nach Großwardein [ung. Nagyvárad, rum. Oradea], wo er sich am 13. August 1849 den mit den Österreichern verbündeten russischen Truppen ergab. Daraufhin lieferten ihn die Russen den österreichischen Behörden aus. Jeszenák kam vor ein vom Feldmarschall-Leutnant Julius von Haynau befehligtes Kriegsgericht, das ihn am 10. Oktober 1849 zum Tode durch Erhängen verurteilte. Die Preßburger Zeitung schrieb Folgendes darüber:
Die Pester Ztg. veröffentlicht die kriegsrechtlichen Urtheile des Ladislaus Csány und Baron Joh. Jeßenák. Dieselben lauten: 'Nachdem Ladislaus Csány, aus Csány, Zalaer Comitats in Ungarngebürtig, 59 Jahre alt, katholisch, ledig, und Baron Joh. Jeßenák, aus Preßburg gebürtig, 49 Jahre alt, evangelischer Religion, verheiratet, - theils geständig, theils rechtlich überwiesen worden, in ihren verschiedenen, von der Rebellenregierung ihnen verliehenen amtlichen Stellungen vom Beginne bis zum Ende der Revolutionsepoche alle in ihrer Macht gestandenen Mittel behuf siegreicher Durchführung der Rebellion angewandt, die hiezu dienlichen Maßregeln und Beschlüsse selbst geleitet und vollzogen, und so in vorderster Linie die auf Umsturz der allerhöchsten Dynastie und des Staatenverbandes gerichteten Tendenzen genährt und gefördert zu haben; - so wurden dieselben wegen Hochverrathes, bei Verfall ihres sämmtlichen Vermögens, zum Tode durch den Strang verurtheilt und diese Sentenzen nach Bestätigung und Kundmachung heute vollzogen. Pest, am 10. October 1849. Vom k.k. Kriegsgerichte.
Vor seiner Hinrichtung wurde er von den (späteren) evangelischen Bischof József Székács seelsorgerisch betreut, welcher ihm ach auf den Weg zur Hinrichtungsstätte begleitete. Das Urteil wurde im Hof des „Neugebäudes“ in Pest vollstreckt. Sein Leichnam lag namenlos in einem Sarg (auf dem nur das Familienwappen derer von Jeszenák prangte) über viele Jahre hindurch unbestattet in der Krypta der Reformierten Kirche von Pest.
Seine Witwe bekam erst nach dem Österreichisch-Ungarischen Ausgleich im Jahre 1867 die Erlaubnis, seinen Leichnam nach Preßburg zu überführen. Am 10. Oktober 1867 – dem Jahrestag der Hinrichtung von Johann (IV.) – fand am Gaistor-Friedhof die feierliche Einsegnung des neu errichteten Mausoleums, das die sterblichen Überreste Jeszenáks aufnehmen sollte, statt. Jedoch erst am 2. Dezember 1867 kamen Jeszenáks sterbliche Überreste aus Pest an und wurden in der neuen Gruft am Gaistor-Friedhof zur Ruhe gebettet.
In der Preßburger Zeitung stand über die Neubestattung des Barons folgenden Bericht:
Gestern, 2. d., erfolgte die feierliche Bestattung der irdischen Überreste des am Jahre 1849 als Märtyrer für das Vaterland gestorbenen Barons Herrn Joh. Jeszenák de Királyfia um 9 Uhr Vormittag. Schon vor 9 Uhr strömten Menschen in Masse in den evang. Friedhof vor dem Gaisthor, um 9 Uhr kamen die trauernden Familienmitglieder: die verwitwete Frau Baronin Jeszenák, samt ihren beiden verehelichten Töchtern und Herren Schwiegersöhnen, dem Hrn. Grafen Josef Esterházy und Hrn. v. Draskóczy, im Friedhof an und begaben sich in das Vermahnungshaus, in welchem der verewigte Baron Jeszenák aufgebahrt lag. [...] Die Todtenfeier begann mit einem ungarischen Begräbnißliede, wonach der Sarg [...] zur Familiengruft getragen wurde. Den imposanten Leichenzug begleitete die ganze evang. Geistlichkeit. Bei der Gruft angelangt, wurde abermals ein Trauerliedabgesungen, worauf Se.Wohlehrwürden Herr Szeberényi ein Gebet in ungarischer Sprache verrichtete, den Leichnam des Verhärten einsegnete...
Nach Beerdigung der irdischen Überreste begaben sich die Familienglieder in die evang.-deutsche Kirche wo der Traergottesdienstum 10 Uhr seinen Anfang nahm. Die große Kirche, welche sammt Altar und Kanzel in das Trauergewand gekleidet und ganz beleuchtet war, konnte die herbeigeströmten Menschenmassen kaum fassen. Nach Besetzung aller Plätze [...] begann der Trauer-Gottesdienst mit einem ungarischen Kirchenliede, nach dessen Beendigung Herr Superintendent Geduly die Kanzel bestieg und eine der Solennität angemessene Rede hielt. [...] Nach Abhaltung der höchst gediegenen Leichenrede wurde ein deutsches Trauerlied abgesungen; Se. Hochw. Herr Pfarrer Raabe betrat hierauf die Kanzel und hielt in deutscher Sprache eine tief zum Herzen dringende kürzere Rede, in welcher er, wie er sagte, dem verdienstvollen Baron Johann Jeszenák, dem als Märtyrer für das Vaterland Gestorbenen und Glaubenshaltenden, nur noch einen Nachruf widmen wollte. [...] Zum Schluss der Trauer-Solennität betrat Se. Hochwürden Herr Pfarrer Geyer den Altar, verrichtete im deutschen Idiom ein Gebet und sprach sodann den kirchlichen Segen, worauf  ein noch abgesungenes deutsches Kirchenlied  den gewiß höchst erhebenden Traueract endete.
Baron Johann Jeszenák wird bis in die Gegenwart hinein von der ungarischen Nation hoch verehrt. Er gilt als einer der Märtyrer des Ungarischen Freiheitskampfes 1848/1849. In Budapest wurde im XIV. Gemeindebezirk (Zugló) eine Straße nach Johann Jeszenák benannt.

## Nachkommen
Aus der durchwegs glücklichen Ehe mit Aloisia Gräfin Forgách gingen fünf Kinder hervor. Die drei Söhne starben jedoch ohne Nachkommen, so dass die Familie im Mannesstamm ausstarb.
- Johann (18.. – 7. Juni 1859), kaiserlicher Husaren-Oberleutnant. Er verstarb an Folgen einer Verwundung nach der Schlacht bei Magenta.
- Sándor (Alexander), verstarb im Alter von 21 Jahren
- Béla (Adalbert), verstarb im Kindesalter
- Aloisia (1831–1896) ⚭ Gyula Draskóczy (1824–1873)
- Gisella (18.. – ?) ⚭ István Graf Esterházy (1822–1899)

János Esterházy, der bekannte ungarische Politiker war ein Urenkel von Johann Jeszenák.